# Artemis Records
Artemis Records var ett New York-baserat självständigt skivbolag grundat i juli 1999, av tidigare VD:n Danny Goldberg. Bolaget lades ner i januari 2004.
Bolaget hade kontrakt med artister som Steve Earle, Sugarcult, Black Label Society, Better Than Ezra, dope, Little Barrie, Stephan Smith, Fabulous Thunderbirds, Jaguar Wright, Ruff Ryders, John Hiatt, Khia, Pretenders, Kittie och Warren Zevon.